# Lowell (Indiana)
Lowell – miasto w Stanach Zjednoczonych, w stanie Indiana, w hrabstwie Lake.